# Basilio Cittadini
Basilio Cittadini (Pilzone, 2 agosto 1843 – Buenos Aires, 12 novembre 1921) è stato un giornalista italiano.

## Biografia
Artigliere nella terza guerra d'indipendenza italiana, fu cofondatore della testata locale La voce dei giovani di Brescia. Dopo aver collaborato con alcuni giornali lombardi divenne corrispondente per Il Secolo di Milano. Inviato da quest'ultimo quotidiano come corrispondente a Buenos Aires, Cittadini giunse nella capitale argentina nel 1869. Entrato nella redazione de La Nazione Italiana, egli fondò nel 1871 un effimero foglio chiamato L'Italiano. In quello stesso anno si distinse nel comitato di salute pubblica in occasione dell'epidemia di febbre gialla che aveva falcidiato Buenos Aires. Nel 1873 Cittadini divenne direttore del quotidiano L'Operaio Italiano. L'anno successivo rientrò brevemente in Italia come agente per l'immigrazione per conto del governo argentino.
Nel 1877 fondò a Buenos Aires il quotidiano La Patria, giornale che si proponeva con l'ambizioso obbiettivo di formare l'identità alla grande colonia italiana di Buenos Aires. Durante gli anni passati alla direzione del giornale (dal 1883 La Patria italiana), Cittadini riuscì ad emergere come giornalista e come figura di riferimento per la sua comunità, arrivando a ricoprire anche la presidenza della locale Dante Alighieri, del Circolo della Stampa e dell'Unione operai italiani. Rimase alla direzione della Patria sino al 1889, anno in cui ne vendette la proprietà all'imprenditore Angelo Sommaruga e rientrò in Italia. Nel dicembre 1892 gli fu affidata la direzione del quotidiano La Provincia di Brescia.
Nel 1896 salpò nuovamente alla volta di Buenos Aires dove fondò il giornale L'Italiano. Quattro anni dopo tornò alla direzione della Patria degli italiani, quotidiano da lui stesso fondato ventisei anni prima e ormai consolidatosi come più importante testata giornalistica in lingua italiana d'Argentina. Nel maggio 1912 lasciò la direzione del suo giornale a Prospero Aste.
Nel suo paese natale, Pilzone (BS), gli è stata dedicata la Piazza Cittadina.